# Tamba scopulina
Tamba scopulina là một loài bướm đêm trong họ Noctuidae.